# کوروموگاوا، ایواته
کوروموگاوا، ایواته (به لاتین: Koromogawa) یک منطقهٔ مسکونی در ژاپن است که در ناحیه توهوکو واقع شده‌است. کوروموگاوا ۴٬۹۵۴ نفر جمعیت دارد.